# Ordem Real e Hachemita da Pérola
A Ordem Real e Hachemita da Pérola é uma ordem dinástica da Casa Real de Sulu, do Sultanato de Sulu nas Filipinas.
Os graus em ordem decrescente são:
- Companheiro-Real (RCPS)
- Grande-Colar (GCPS)
- Companheiro-Distinto (DCPS)
- Companheiro (CPS)
- Oficial (OPS)
- Membro (MPS)

## Agraciados Notáveis
- Dom Duarte Pio de Bragança[6]
- Yuhi VI do Ruanda
- Carlos de Habsburgo-Lorena
- Margaret de Hohenberg
- Alexandre Pavlov Karageorgevich da Jugoslávia
- Karl Vladimir Karageorgevich da Jugoslávia
- Elizabeth da Jugoslávia
- Brigitta Karageorgevich da Jugoslávia
- Luciana Pallavicini Hassan do Afeganistāo
- David Bagrationi Mukhran Batonishvili da Geórgia
- Ermias Sahle-Selassie da Etiópia
- Princesa Mahera Hassan do Afeganistão
- Osman Rifat Ibrahim
- Togbe Osei III de Godenu
- Owana Salazar do Hawai
- Pier Felice degli Uberti
- Salvatore Olivari de la Moneda
- Reverendo Noel Cox
- Lech Walesa
- Don Diego de Vargas-Machuca, Marquês de Vatola
- Marquês dom Maurizio Ferrante Gonzaga de Vodice de Vescovato
- Michael Y. Medvedev
- Stanislav Vladimirovich Dumin
- Cheong Ming Lam